# Luge nos Jogos Olímpicos de Inverno de 1980
O luge nos Jogos Olímpicos de Inverno de 1980 consistiu de três eventos realizados em Lake Placid, nos Estados Unidos, dois individuais (masculino e feminino) e um em duplas mistas.

## Medalhistas
| Evento                        | Ouro                                         | Prata                                    | Bronze                                    |
| ----------------------------- | -------------------------------------------- | ---------------------------------------- | ----------------------------------------- |
| Individual masculino detalhes | Bernhard Glass GDR Alemanha Oriental         | Paul Hildgartner ITA Itália              | Anton Winkler FRG Alemanha Ocidental      |
| Individual feminino detalhes  | Vera Zozula URS União Soviética              | Melitta Sollmann GDR Alemanha Oriental   | Ingrida Amantova URS União Soviética      |
| Duplas detalhes               | Hans Rinn Norbert Hahn GDR Alemanha Oriental | Peter Gschnitzer Karl Brunner ITA Itália | Georg Fluckinger Karl Schrott AUT Áustria |

## Quadro de medalhas
| Ordem | País                   | Medalha de ouro | Medalha de prata | Medalha de bronze |   |
| ----- | ---------------------- | --------------- | ---------------- | ----------------- | - |
| 1     | GDR Alemanha Oriental  | 2               | 1                |                   | 3 |
| 2     | URS União Soviética    | 1               |                  | 1                 | 2 |
| 3     | ITA Itália             |                 | 2                |                   | 2 |
| 4     | FRG Alemanha Ocidental |                 |                  | 1                 | 1 |
| 4     | AUT Áustria            |                 |                  | 1                 | 1 |
| TOTAL | TOTAL                  | 3               | 3                | 3                 | 9 |